# داتين
داتیس آرین قشم (المعروفة باسم داتین) هي شركة خدمات مالية إيرانية مملوكة لشركة فناب القابضة المرتبطة بمجموعة باسارجاد المالية، وتعمل داتين أيضًا في مجالات تكنولوجيا المعلومات وإنتاج البرمجيات والأمن، تأسست الشركة بتاريخ 15 يونيو 2012، وتعتمد 25% من فروع البنوك في إيران على نظام داتين المصرفي.